# إبراهيم نور الدين
إبراهيم نور الدين حكم مصري لكرة قدم، يشارك حاليًا في الدوري المصري الممتاز، وحكم عدداً من المباريات الدولية، كانت أول مباراة له في الدوري الممتاز في 7 يوليو 2011 وكانت بين اتحاد الشرطة وطلائع الجيش، اشتهر الحكم باتخاذ قرارات مثيرة للجدل في عدد من مباريات الدوري المصري وبطولة الأمم الأفريقية تحت 20 عاماً وبطولة الأندية العربية 2017.

يعمل بالعلاقات العامة بقطاع البترول بخلاف عمل آخر إضافي كمدير للكرة في نادي السكة الحديد يتردد أنه تركها مؤخرًا.